# どんまい (曲)
「どんまい」は、2013年11月27日に発売された米米CLUBの36枚目のシングル。

## 概要
前作「TAKARABUNE」から10ヶ月振りのシングル。松竹映画『あさひるばん』の主題歌として書き下ろされた楽曲。彼等は今日までごく一部楽曲を除いて1985年デビュー当時より作詞作曲表記を「米米CLUB」名義としてきたが今作で1997年発売のシングル「Special Love」以来12作22年振りに個人名義で表記された。通常盤とDVD付初回生産限定盤の2形態で発売。初回生産限定盤DVDは、表題曲の振付映像とメイキングが収録。アートワークは三方背BOX仕様となっている。

## 収録曲

### DISC 1 (新米CD)
1. どんまい
作詞・作曲：石井竜也 編曲：金子隆博
映画『あさひるばん』主題歌。映画サイドからの直接依頼によって書き下ろされた。
映画のひとつのポイントとして「野球」というのがあり、その中でもよく使われる野球用語として選ばれた「どんまい」という言葉を感動的にできるメロディーを模索するところから始めた、と作詞作曲を担当したカールスモーキー石井は映画の特別番組「文壇・漫画界絶賛の嵐！映画『あさひるばん』泣いて笑ってゲラゲラグッスンSP」（TOKYO MX他）内のインタビューにて語っている。
2. どうにかこうにか
作詞・作曲：石井竜也 編曲：金子隆博
3. 東京ライフ
作詞・作曲：米米CLUB 編曲：金子隆博
1993年1月10日から25日にかけて日本武道館で行われたコンサート『SHARISHARISM ACE』でのみ演奏されていた曲。
4. どんまい-instrumental-
作曲：石井竜也 編曲：金子隆博
5. どうにかこうにか-instrumental-
作曲：石井竜也 編曲：金子隆博
6. 東京ライフ-instrumental-
作曲：米米CLUB 編曲：金子隆博

### DISC 2 (新舞DVD)
- O'DOLL〜SUE CREAM SUE -
1. どんまい（原案・残酷[1]・監督：石井竜也）
SUE CREAM SUEによる振付映像。浅草花やしきをはじめとした東京都内各所で撮影された。
映像にはSUE CREAM SUEの他、ジルベール土橋[2]、赤花駄作[3]、市原悦男[4]が出演している。
2. 裏どん米
振付映像のメイキング。